# Collegium Anglorum

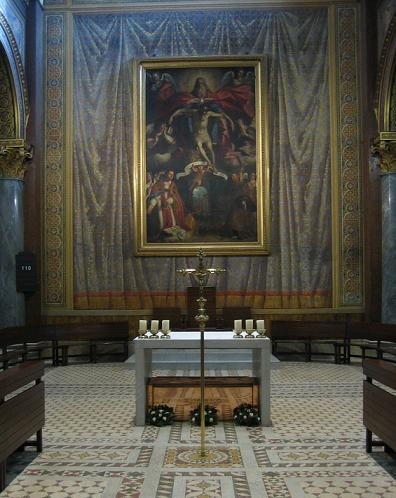
Kyrkan vid Venerabile Collegium Anglorum i Rom.

Venerabile Collegium Anglorum är ett romersk-katolskt seminarium i Rom för utbildning av präster för England och Wales. Grundat 1579 utgör det den äldsta engelska institutionen utanför England.

## Historia
Ankomsten av kardinal William Allen till Rom högsommaren 1576 medförde en nyansats på undervisningens område. Kardinal Allen, som, liksom kardinal Newman tre århundraden senare, hade lämnat ett fellowship vid Oriel College i Oxford, hade redan grundat ett seminarium i Douai 1568, vilket hade dragit till sig 240 studenter, varav många från hans forna universitet. 
Påve Gregorius XIII understödde hans planer på en liknande institution i Rom och utfärdade grundläggningsbullan 1579. Kollegiet har varit känt som "det vördnadsvärda" (venerabile) sedan 1818 på grund av de 44 studenter som led martyrdöden för sin romersk-katolska tro mellan 1581 och 1679. Den förste var Ralph Sherwin och de sista David Lewis, John Wall och Anthony Turner.